# Ve'ondre Mitchell
Ve'ondre Mitchell (13 de abril de 2004) es una celebridad de Internet, artista discográfica y activista estadounidense. Ella cocreó la canción de 2024 "It Girl (Fan Remix)" con Aliyah's Interlude, que recibió más de 3,5 millones de reproducciones en Spotify. Mitchell se desempeñó como embajadora juvenil de la Campaña de Derechos Humanos en 2021 y apareció en la Lista 20 menores de 20 de GLAAD. Fue nominada a "Defensora Queer de TikTok del año" en los 32.º Premios GLAAD Media.

## Primeros años de vida
Ve'ondre Mitchell nació en el condado de Snohomish, Washington. Es de ascendencia latinoamericana y afroamericana. Mitchell le anunció a su madre que era transgénero cuando tenía siete años.
Asistió a la escuela secundaria Glacier Peak en Snohomish, donde dirigió la Unión de Estudiantes Negros de la escuela. Mitchell ha dicho que creció en un pequeño pueblo donde la mayoría de la población era blanca y que a veces sentía que necesitaba ocultar su identidad negra.

## Carrera
En 2018, Mitchell apareció en el documental The Most Dangerous Year, que se centra en cuestiones transgénero y recibió críticas favorables.
A partir de 2019, Mitchell comenzó a acumular seguidores en línea y tenía 4,6 millones en TikTok en noviembre de 2021 y 6,6 millones en junio de 2023. Mitchell a menudo hablaba sobre temas LGBT en sus redes sociales.
En 2021, se anunció que Mitchell sería embajadora juvenil de la Campaña de Derechos Humanos. Ese mismo año, Mitchell apareció en la segunda Lista 20 menores de 20 de GLAAD  y fue nominada para el premio "Defensor Queer de TikTok del año" en los 32.º premios anuales GLAAD Media Awards.
En 2022, Mitchell comenzó a trabajar en una iniciativa de prevención del VIH llamada Me in You, You in Me.
En 2023, trabajó en el video musical de Chrissy Chlapecka para el sencillo "I'm So Hot".
El 30 de enero de 2024, junto con Aliyah's Interlude lanzaron "It Girl (Fan Remix)". Hizo su debut en vivo de la canción en Jewel's Catch One en Los Ángeles en junio de 2024. En junio de 2024, "It Girl (Fan Remix)" había acumulado más de 3,5 millones de reproducciones en Spotify.
El 8 de marzo de 2024, Mitchell lanzó su sencillo debut "Block Em' Anthem". La canción utilizó la parte instrumental de "Hollaback Girl" de Gwen Stefani. 
El 13 de marzo de 2024, Mitchell apareció en el video musical del sencillo debut de Dylan Mulvaney "Days of Girlhood". Ese mismo mes, recaudó fondos para el TikTok-a-Thon para la atención sanitaria de las personas trans.

## Discografía
- " It Girl (Fan Remix) "
- "Block Em' Anthem" (sencillo)
- "Doll" (Sencillo)